# 進藤孝二

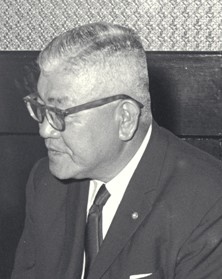
1966年

進藤 孝二（しんどう こうじ、1902年9月25日 - 1973年9月23日）は、日本の実業家。大阪商船三井船舶（現商船三井）代表取締役社長や、日本船主協会会長を務めた。

## 人物・経歴
兵庫県出身。神港商業学校（現神戸市立神港高等学校）を経て、1925年小樽高等商業学校（現小樽商科大学）卒業。三井物産船舶部入社後、船舶部が三井船舶として独立すると、同社企画課長、営業部長、常務取締役、専務取締役を歴任。1960年から代表取締役社長を務め、大阪商船との合併を行い、合併後の大阪商船三井船舶初代代表取締役社長に就任した。この間、日本船主協会会長も務めた。

## 関連人物
- 原六郎（進藤家出身）